# Lijst van gezaghebbers van Aruba
Dit is een lijst van gezaghebbers van het Nederlands-Antilliaanse eilandgebied Aruba vanaf de invoering van de zgn. Eilandenregeling Nederlandse Antillen (ERNA) tot aan het uittreden van Aruba uit de Nederlandse Antillen.
| Ambtsperiode                        | Naam gezaghebber    | Partij of stroming | Bijzonderheden                                                                         |
| ----------------------------------- | ------------------- | ------------------ | -------------------------------------------------------------------------------------- |
| 1951 - 30 november 1957             | Lindoro Kwartsz     |                    | reeds vanaf 1 december 1945 gezaghebber van Aruba                                      |
| 30 november 1957 - 30 juni 1958     | K.H. de Boer        |                    | tijdelijke gezaghebber op grond van art. 13 Staatsregeling van de Nederlandse Antillen |
| 30 juni 1958 - 30 oktober 1959      | Eric "Tushi" Arends |                    | tijdelijke gezaghebber op grond van art. 13 Staatsregeling van de Nederlandse Antillen |
| 31 oktober 1959 - 23 april 1963     | Frederik Beaujon    |                    | oud-minister van Verkeer en Vervoer                                                    |
| 23 april 1963 - 1 januari 1973      | Oscar Henriquez     | PPA                | oud-minister van Financiën en Welvaartszorg                                            |
| 15 mei 1973 - 23 mei 1979           | Jossy Tromp         | PPA                | oud-minister van Financiën                                                             |
| 28 november 1979 - 3 september 1982 | Frans Figaroa       | MEP                | oud-Statenvoorzitter Nederlandse Antillen                                              |
| 1 februari 1983 - 3 oktober 1985    | Pedro Bislip        |                    | neemt ontslag wegens kandidatuur op ADN-lijst                                          |